# Chrysosplenium grayanum
Chrysosplenium grayanum là một loài thực vật có hoa trong họ Saxifragaceae. Loài này được Maxim. miêu tả khoa học đầu tiên năm 1877.